# Schweiz ved vinter-OL 1952
Schweiz deltog ved Vinter-OL 1952 i Oslo med 55 sportsudøvere, 47 mænd og otte kvinder. De konkurrerede i syv sportsgrene og opnåede to bronsemedaljer, hvilket placerede Schweiz på en plads som nr. 11 blandt de deltagende nationer.

## Medaljer
| 1952 Oslo | Guld | Sølv | Bronze | Total |
| Schweiz   | 0    | 0    | 2      | 2     |

## Medaljevindere
Den schweiziske medaljevindere var:
| Schweiz ved vinter OL 1952 i Oslo | Schweiz ved vinter OL 1952 i Oslo                                         | Schweiz ved vinter OL 1952 i Oslo | Schweiz ved vinter OL 1952 i Oslo | Schweiz ved vinter OL 1952 i Oslo |
| Medaljer                          | Deltager                                                                  | Sport                             | Øvelse                            | Resultater                        |
| --------------------------------- | ------------------------------------------------------------------------- | --------------------------------- | --------------------------------- | --------------------------------- |
| Bronze                            | «Schweiz I» Fritz Feierabend Stephan Waser                                | Bobslæde                          | toerbob                           | 5.27,71                           |
| Bronze                            | «Schweiz I» Fritz Feierabend Albert Madörin André Filippini Stephan Waser | Bobslæde                          | firerbob                          | 5.11,70                           |